# Anne Berest
Anne Berest, född 15 september 1979 i Paris, är en fransk författare. År 2021 publicerade hon romanen Vykortet (La Carte postale), vilken bygger på verkliga händelser om hur Berests mormors familj mördades i Auschwitz.